# ソフトマックス (医療)
ソフトマックス株式会社（英: SOFTMAX CO.,LTD）は東京都品川区に本社、鹿児島県鹿児島市に本店を置く、電子カルテやオーダーリングシステム医療会計システムなどの総合医療情報システムの開発販売、保守などを事業とするベンダーである。東京証券取引所グロース市場の上場銘柄のひとつである(証券コードは3671）。
電算機、通信機器等の販売を業務としていたビクター計算機九州販売株式会社を起源とする。
医療分野における業務ノウハウを基に病院情報の基幹システム群を自社開発する独立系企業で、開発対象を中小規模の病院をターゲットとした製品群に集中している。

## 沿革
- 1974年（昭和49年）1月28日 - ビクター計算機九州販売株式会社が鹿児島市に設立される。
- 1976年（昭和51年）- 商号を株式会社ビクターターミナルシステムズに変更。
- 1978年（昭和53年）
  - 6月 - 商号を株式会社鹿児島ビジネスコンピュータに変更。
  - 8月 - 医療会計システムの開発・販売を開始。
- 2001年（平成13年）- 株式会社宮崎ビジネスコンピュータ、株式会社西日本ビジネスコンピュータ、株式会社メディカルシステム、株式会社スペックを吸収合併し、ソフトマックス株式会社に商号変更。
- 2002年（平成14年）- 東京都台東区に東京支店開設。
- 2004年（平成16年）- 本社を東京都中央区に開設し東京支店を移転。
- 2011年（平成23年）- 鹿児島市加治屋町に本店移転。
- 2013年（平成25年）
  - 3月12日 - 東証マザーズに上場。
  - 11月 - 宮城県仙台市に仙台営業所を開設。
  - 12月 - 秋田県秋田市に秋田営業所を開設。
- 2016年（平成28年）- 本社及び東京支店を東京都品川区に移転

## 参考資料
- 会社四季報2014年3集夏号　第426号（東洋経済新報社）

## 外部サイト
- ソフトマックス株式会社